# Piraci z Karaibów: Tajemnica czarnej róży
Piraci z Karaibów: Tajemnica czarnej róży (hiszp. Yolanda, la hija del Corsario Negro) – hiszpański serial animowany z 1999 roku na podst. powieści Jolanda, la figlia del Corsaro Nero Emilio Salgariego.
W Polsce wydany na DVD w formie pełnometrażowego filmu przez Media Service.

## Fabuła
Piracki szkielet kapitan Czaszka i jego papuga Poliglota opowiadają historię z XVII wieku. Jolanda jest nieustraszoną i wojowniczą córką Czarnego Korsarza, szlachcica, który został piratem celem walki z uciskiem Wan Gulda, gubernatora hiszpańskiej kolonii Maracaibo położonej nad Morzem Karaibskim. Czarny Korsarz i jego bracia – Szkarłatny Korsarz i Zielony Korsarz zostali zabici przez Wan Gulda, gdy Jolanda była dzieckiem, ale pewnego dnia odwiedza duch jej ojca, który prosi ją o wznowienie walki i wytropienie legendarnego ukrytego skarbu, dzięki któremu położy kres nędzy ludzi gnębionych przez Wan Gulda. Do odnalezienia skarbu potrzebne są trzy magiczne przedmioty: czarny kamień, szkarłatne berło oraz zielona mapa, które w przeszłości należała do Czarnego Korsarza i jego braci. Wan Guld wraz z piratami Valerą i Largo również wyrusza na poszukiwanie skarbu, a Jolanda dołącza do Korsarzy Wysp Żółwich – kapitana Morgana i jego załogi, która niegdyś statku Czarnego Korsarza.

## Obsada głosowa
- Mónica Manjarrez – Yolanda
- Alfredo Gabriel Basurto – Morgan
- César Soto – Carmoux
- Salvador Delgado – Mako
- Lalo Garza – Carlitos
- Jorge Santos – Wan Guld
- Alejandro Illescas – Czarny Korsarz
- Herman López – kapitan Valera
- Gabriel Pingarrón – Asuero
- Carlos del Campo – markiz Da Silva
- Mario Sauret – kapitan Calavera

## Wersja polska
Opracowanie: Kartunz

Reżyseria: Grzegorz Pawlak

Tłumaczenie: Magdalena Machcińska-Szczepaniak

Dialogi: Grzegorz Pawlak

Wystąpili:
- Magdalena Zając – Yolanda
- Radosław Popłonikowski –
  - Morgan,
  - Mako
  - Asuero,
  - niedoszły narzeczony Yolandy,
  - gwary
- Janusz German –
  - Carmaux,
  - kapitan Valera,
  - kapitan „Wesoły Roger” Czaszka,
  - kapitan statku-widmo,
  - gwary
- Artur Majewski –
  - Carlitos,
  - Albert,
  - Jonvan,
  - gwary
- Mariusz Siudziński –
  - Wan Guld,
  - marynarz wyciągający delfina
- Grzegorz Pawlak –
  - Czarny Korsarz,
  - John Largo,
  - wódz wioski z Wysp Bliźniaczych
  - duchy Cohete,
  - Roberto Guld,
  - anonsjer,
  - gwary
- Magdalena Dratkiewicz –
  - chomik Emilio,
  - Neala
- Beata Olga Kowalska –
  - papuga Poliglota,
  - ciotka Yolandy,
  - barmanka

Lektor: Grzegorz Pawlak

## Spis odcinków
1. La hija del Corsario Negro
2. En la prisión de Maracaibo
3. Un notario algo extravagante
4. Barco de fuego
5. Cohete
6. El pájaro gigante
7. La isla flotante
8. Ataque a Isla Tortuga
9. ¡Al abordaje!
10. Náufragos
11. Una fiesta algo movidita
12. La pitón de las cavernas
13. En busca del Cabo de los Piratas
14. Fantasmas en el Castillo de Montelimar
15. El Tesoro del Marqués
16. La Pirámide de Tuctacapán
17. Un nuevo filibustero
18. La Cascada de los Ángeles
19. La maldición del Corsario Negro
20. La traición de Natzul
21. El Giro de Quilla
22. El ojo del huracán
23. La Rosa Negra
24. Peligros en Alyn-Nyla
25. El espíritu de la bandera pirata
26. El Corsario Negro